# Isoperla nana
Isoperla nana és una espècie d'insecte plecòpter pertanyent a la família dels perlòdids.
En el seu estadi immadur és aquàtic i viu a l'aigua dolça, mentre que com a adult és terrestre i volador.
Es troba a Nord-amèrica: el Canadà (Ontario i el Quebec) i els Estats Units (Illinois, Indiana, Kentucky, Michigan, Ohio, Pennsilvània i Wisconsin).